# 中国：威胁还是希望
《中国：威胁还是希望》（CHINA, AMENAZA O ESPERANZA）是西班牙记者哈维尔·加西亚（Javier García）于2022年出版的一本关于中国舆论地位的书。胡里奥·里奥斯为该书作序，加西亚认为他是西方最伟大的中国问题专家之一。

## 主要内容
作者在书中认为，“中国威胁论”是美国遏制中国和平崛起的“鬼把戏”。美国利用其舆论优势，带领西方媒体发起对华“舆论战”。其做法包括：“好的一律不报”，“不好的添油加醋”；贴标签，例如，称中国富裕企业家为“寡头”，称中国腐败官员被解职为“被清洗”，称中国对外投资为“债务陷阱”，称中国的封控不是“防疫需要”而是“侵犯人权”；若无合适标签，则使用“万能句式”，如“中国经济在增长，但代价是……”，“中国加大环保力度，但代价是……”，“中国城市变得更加智能，但代价是……”，“北京冬奥会还算成功，但代价是……”。西方媒体、政府和政客抛出“中国威胁论”是在恐吓民众，但中国几千年来都是崇尚和平的国家。美国由于其全球霸主地位受到挑战，就在各个领域攻击中国，如：破坏地区稳定、支持分裂势力、军事恐吓。他认为，中国不是威胁，而是希望，中国的崛起将使世界更加公正、更加和平。
加西亚就该书接受了专访，并表达了自己的一些观点：
- 中国有千年的和平传统，其崛起并未诉诸武力，也不寻求改变他国的习俗和社会生活方式，因此不构成威胁。
- 西方媒体对中国的报导是歪曲的，因为资本主义主导的世界，不允许出现共产主义的成功经验。
- 欧洲媒体通常也跟随美国一起抹黑中国。
- 台湾是美国对抗中国的棋子，美国试图逼迫中国对台湾动武，但中国不愿这么做。
- 中国的经济规模即将超过美国，但美国不允许这种情况发生，并努力维持冷战后建立的单极世界格局。
- 欧洲在中国有很多利益，因此对美国的批评声音越来越多，并试图从美国的战略中独立出来。
- “新疆种族灭绝”是谎言，维吾尔文化在新疆受到了尊重。再教育中心是培训和去极端化中心，肯定侵犯了个人权利，但并不意味种族灭绝。
- 在中国，商人并不拥有权力或影响政治决策，国家管理者是通过精英制度实现的。中国正在成为没有重大社会差异的繁荣国家。
- 习近平提升了生态意识，并把反腐倡廉放在首位，其反腐并非政治斗争。
- 中国政府不够透明；应当尝试解释自己，以便对抗于自己不利的信息宣传。
- 中国的抗疫措施严厉，民众有不满，但抗议活动规模不大。而且政府听取了意见，并加快了放弃“清零”的进程，但也有人认为为时过早。在12月中旬放宽防控措施的初期，尽管有很多感染个案，但尚无人因疫情死亡。如果数据继续如此积极，中国抗击新冠病毒的战略将取得巨大成功，并挽救许多生命。中国不会再次封闭。

## 作者
哈维尔·加西亚1965年生于维哥，曾是埃菲社驻亚洲、拉丁美洲、欧洲、中东和非洲多个国家/地区的办事处负责人。他曾在世界上冲突最激烈的几个地区担任特使，也曾担任联合国驻非洲多媒体通信专家、欧安组织驻波黑的选举观察协调员。2022年，他与多国记者一起创建了Globalter。他还获得过加利西亚的罗萨莉娅·德·卡斯特罗和多明戈·德·安德拉德诗歌奖等奖项。
加西亚2018年来到中国，在中国生活了四年多，并在人民大学教授新闻学。他力求告诉西方民众一个真实的中国，但却遭到了西方媒体的指责。

## 评论
左翼作家玛丽·萝莉·罗梅罗·洛佩兹（Mari Loli Romero López）对该书给予了完全正面的评价。
西班牙作家和记者何塞·卡塔兰·德乌斯认为该书坚强有力，数据详实，对该书评价基本为积极、正面。